# 大和すぎのこ保育園
大和すぎのこ保育園（たいわすぎのこほいくえん）は、宮城県黒川郡大和町にある保育所である。 大和町立大和町保育所の民設民営化を受けて、大和町旧役場跡に開園した。

## 概要
大和町立大和中学校、大和町立吉岡小学校、大和町武道館、吉岡コミュニティセンターに隣接した、文教エリアの中にある。
- 平成26年度 保育所入所児童募集実績 120名[1]
- 保育時間 平日・土曜：午前7時15分～午後6時15分

## 沿革
- 2013年（平成25年）4月1日 - 開園。

## 保育目標
- 心身ともにたくましい子ども
- 自分の考えをしっかり伝えることができる子ども
- 楽しい仲間づくりができる子ども
- 友だちの気持ちを考え、理解し、受け止められる子ども
- 意欲を持って遊び、学べる子ども
- 豊かな感性と創造力で表現できる子ども

## アクセス
- 東北自動車道大和ICから車で8分